# Мајерје
Мајерје је насељено место у саставу општине Петријанец у Вараждинској жупанији, Хрватска. До територијалне реорганизације у Хрватској налазило се у саставу старе општине Вараждин.

## Становништво
На попису становништва 2011. године, Мајерје је имало 757 становника.

## Попис1991.
На попису становништва 1991. године, насељено место Мајерје је имало 820 становника, следећег националног састава:
| Попис 1991.‍  | Попис 1991.‍  | Попис 1991.‍ | Попис 1991.‍ | Попис 1991.‍ |
| ------------ | ------------ | ----------- | ----------- | ----------- |
|              |              |             |             |             |
| Хрвати       | Хрвати       |             | 810         | 98,78%      |
| Аустријанци  | Аустријанци  |             | 1           | 0,12%       |
| Срби         | Срби         |             | 1           | 0,12%       |
| неопредељени | неопредељени |             | 1           | 0,12%       |
| непознато    | непознато    |             | 7           | 0,85%       |
| укупно: 820  |              |             |             |             |